# Ashmunella
Ashmunella é um género de gastrópode  da família Polygyridae.
Este género contém as seguintes espécies:
- Ashmunella levettei (Bland, 1882)
  - Ashmunella levettei angigyra Pilsbry, 1905
- Ashmunella pasonis (Drake, 1951)